# 血桐
血桐，別稱流血桐、毛桐、山桐子、橙桐、橙欄、紅合兒樹，以及帳篷樹等，為大戟科血桐屬植物。
血桐英语名另有：elephant's ear、blush macaranga、nasturtium tree、David's heart 和 heart leaf 等等。血桐的英文名稱 elephant's ear ，源自於血桐的葉形狀似小象的耳朵。而當血桐的樹幹表面受損時，流出的樹液及髓心週圍經氧化後會轉變成血紅色，狀似流血一樣，故而得名。
血桐的葉可作為動物的飼料，而木材則可供作建材、火柴及火柴盒之用。

## 分佈
原產於廣東、台灣，現分佈於中國大陆、台灣、日本琉球群島、泰國、緬甸、越南、馬來西亞、印尼、澳洲北部等地，模式種採自於印尼爪哇。多生長於沿海低地次生林或灌木林之中，亦常見於路旁荒地上。

## 形態特徵
血桐是一種常綠喬木植物，高約5－10米，樹冠濃密呈傘形。幼嫩枝葉及托葉均披黃褐色柔毛，嫩葉有時無毛，小枝粗壯，披白霜無毛。葉卵圓形或近圓形，單葉叢生，紙質或簿紙質，頂端漸尖，基部鈍圓，全緣或具淺波狀小齒，表面無毛，背面密生顆粒狀腺體，長約17－30厘米，寬約14－24厘米；葉脈9－11條，由葉柄著生處生出，呈掌狀分佈，側脈8－9對，沿脈序披柔毛；葉柄連接至葉的底部，盾狀著生，長約14－30厘米；托葉長三角形或闊三角形，膜質，稍後凋落，長約1.5－3厘米，寬約0.7－2厘米。花單性，雌雄異株，雌雄花均沒有花瓣，包於花苞片之內；雄花為圓錐花序，綠色，花序軸無毛或披柔毛，長約5－14厘米；苞片卵圓形，頂端漸尖，基部兜狀，邊緣流蘇狀，披柔毛，長約3－5毫米，寬約3－4.5毫米；苞腋具花約11朵；萼片3枚，疏生柔毛，長約1毫米；雄蕊4－10枚；花藥4室；花梗近無毛，長不及1毫米；雌花為圓錐花序，綠色，花序軸疏生柔毛，長約5－15厘米；苞片卵形葉狀，頂端漸尖，基部呈柄狀，披柔毛，長約1－1.5厘米；雌花花萼2－3裂，披短柔毛，長約2毫米；子房近脊部具數枚軟刺；花柱2－3枚，稍舌狀，疏生小乳頭，長約6毫米。果為蒴果，綠色，密披顆粒狀腺體及數枚長約8毫米的軟刺，表面有2－3條縱溝，3室，每室內有一顆種子，長約8毫米，寬約12毫米；果梗披微柔毛，長約5－7毫米。種子近球形，黑色，直徑約5毫米。

## 外部連結
- （简体中文）中国数字植物标本馆中的相关内容：血桐
- （繁體中文） 植物數位標本 （页面存档备份，存于）台灣植物資訊整合查詢系統
- （繁體中文） 血桐[永久]香港植物標本室
- （繁體中文） 血桐 （页面存档备份，存于）香港教育城
- （繁體中文） 大戟科 （页面存档备份，存于）葉脈網